# Serin/treonin-specifična proteinska kinaza
Serin/treonin proteinske kinaze (EC 2.7.11.1) fosforiliše OH grupu serina ili treonina.
Više od 125 od 500+ poznatih ljudskih protein kinaza su serin/treonin kinaze (STK).

## Selektivnost
Dok sve serin/treonin kinaze fosforilišu serin ili treonin ostatake u svojim supstratima, one biraju specifične ostataka na osnovu ostataka koji okružuju mesto fosfoakceptora, koji zajedno čine konsenzus sekvencu. Pošto ostaci konsenzus sekvence supstrata stupaju u kontakt sa katalitičkim procepom kinaze posredstvom nekoliko ključnih amino kiseline (obično putem hidrofobnih sila i jonskih veza), kinaze obično nisu specifične za samo jedan supstrat. Umesto toga, ome mogu da fosforilaciju celu "porodicu supstrata" koji imaju zajedničko-prepoznatljivu sekvencu. Dok je katalitički domen ovih kinaza veoma konzerviran, niz varijacija koje su primećene u kinomu (podskupu gena u genomu koji kodiraju kinaze) omogućava prepoznavanje različitih supstrata. Većina kinaza je inhibirana pseudosupstratom, koji se vezuje za kinaze poput pravog supstrata, ali nema aminokiselinu koja bi bila fosforisana. Kada se pseudosupstrat ukloni, kinaza može da obavlja svoju normalnu funkciju.

## EC brojevi
Mnoge serin/treonin proteinske kinaze nemaju individualne EC brojeve i koriste "2.7.11.1". One su ranije bile klasifikovane pod EC brojem "2.7.1.37", koji je bio opšti EC broj za svaki enzim koji fosforiliše protein pretvarajući ATP u ADP.

## Literatura
- Nicholas C. Price; Lewis Stevens (1999). Fundamentals of Enzymology: The Cell and Molecular Biology of Catalytic Proteins (Third изд.). USA: Oxford University Press. ISBN 019850229X.
- Eric J. Toone (2006). Advances in Enzymology and Related Areas of Molecular Biology, Protein Evolution (Volume 75 изд.). Wiley-Interscience. ISBN 0471205036.
- Branden C; Tooze J. Introduction to Protein Structure. New York, NY: Garland Publishing. ISBN 0-8153-2305-0.
- Irwin H. Segel. Enzyme Kinetics: Behavior and Analysis of Rapid Equilibrium and Steady-State Enzyme Systems (Book 44 изд.). Wiley Classics Library. ISBN 0471303097.